# Beziehungen zwischen Armenien und den Vereinigten Arabischen Emiraten
Die Beziehungen zwischen Armenien und den Vereinigten Arabischen Emiraten beschreiben die bilateralen Beziehungen zwischen Armenien und den Vereinigten Arabischen Emiraten (Abkürzung: VAE). Diplomatische Beziehungen zwischen den beiden Staaten wurden 1998 aufgenommen. Armenien unterhält eine Botschaft in Abu Dhabi und ein Konsulat in Dubai. Die Vereinigten Arabischen Emirate unterhalten eine Botschaft in Jerewan.

## Geschichte

### Aufnahme diplomatischer Beziehungen
Diplomatische Beziehungen zwischen Armenien und den Vereinigten Arabischen Emiraten wurden am 25. Juli 1998 aufgenommen. Im Jahre 2000 eröffnete Armenien eine Botschaft in Abu Dhabi und im Jahre 2017 ein Konsulat in Dubai. 2015 eröffneten die Vereinigten Arabischen Emirate eine Botschaft in Jerewan. Im Mai 2010 fand die erste Sitzung der Zwischenstaatlichen Kommission Armenien-VAE in Jerewan statt, wobei Handel, Wirtschaft, Finanzen, Ernährungssicherung, Wissenschaft und Bildung als wichtigste Bereiche der bilateralen Zusammenarbeit herausgearbeitet wurden. Zum armenischen Unabhängigkeitstag am 21. September 2020 gratulierte Scheich Chalifa bin Zayid Al Nahyan, der damalige Präsident der VAE, Armenien für das Wiedererlangen seiner Unabhängigkeit von der Sowjetunion im Jahre 1991. Dieser Geste schlossen sich auch weitere Scheiche der VAE an.

### Bündnis gegen die Türkei
Aufgrund der Ausweitung des türkischen Einflusses auf die islamische Welt, welche Recep Tayyip Erdoğan anstrebt, haben sich die Beziehungen zwischen Armenien und den Vereinigten Arabischen Emiraten verbessert. Die Emirate stehen der wachsenden Einflussnahme der Türkei feindselig gegenüber und haben bereits versucht, diese etwa in Syrien, Libyen und dem Sudan zu untergraben. Die problematische Beziehung zwischen Armenien und der Türkei wiederum fußt unter anderem auf der türkischen Leugnung des Völkermords an den Armeniern.

### Völkermord an den Armeniern
Sich zuspitzende Spannungen zwischen den Vereinigten Arabischen Emiraten und der Türkei veranlassten die Emirate dazu, engere Beziehungen zu Armenien zu suchen. Im April 2019 haben die Vereinigten Arabischen Emirate daher in einer offiziellen Stellungnahme bekannt gegeben, dass sie den Völkermord an den Armeniern bald als solchen anerkennen würden. Das Emirat von Abu Dhabi wurde noch im selben Monat das erste der sieben Emirate, welches den Völkermord offiziell anerkannte.

## Wirtschaftliche und militärische Beziehungen
Mit der Verbesserung der Beziehungen zwischen Armenien und den Emiraten nahmen auch die wirtschaftliche und militärische Kooperation zwischen den beiden Staaten zu.
Im Krieg um Bergkarabach 2020, in dem Armenien gegen Aserbaidschan kämpfte, wurde der armenische Präsident Armen Sarkissjan vom arabischsprachigen Radiosender Al-Arabiya dazu eingeladen, eine Rede zu halten, in welcher er die internationale Gemeinschaft darum bat, die Türkei von einer Intervention abzuhalten. Kurz nach dem Ende des Krieges besuchte Sarkissjan die VAE, wobei er sich mit Muhammad bin Zayid bin Sultan Al Nahyan, dem Kronprinzen von Abu Dhabi, traf und mit diesem die bilateralen Beziehungen zwischen Armenien und den Emiraten besprach.